# آتشفشان آگوستین
آتشفشان آگوستین (انگلیسی: Augustine Volcano) مجموعه‌ای از گنبد گدازه مرکزی و جریان گدازه است که توسط خرده‌سنگ‌های آذرآواری احاطه شده است. این آتشفشان جزیره آگوستین در جنوب غرب شاخاب کوک در شهرستان شبه‌جزیره کنای واقع در ساجل جنوب مرکزی آلاسکا و در ۲۸۰ کیلومتری جنوب غرب انکوریج قرار دارد. جزیره آگوستین ۸۳٫۸۷۲ کیلومتر مربع مساحت دارد و عمدتاً بر اثر فوران‌های آتشفشانی گذشته ایجاد شده است. دانشمندان معتقدند که گنبد گدازه پیشین آتشفشان بر اثر ریزش بهمن‌های سهمگین، فرو ریخته است.